# Харада, Масахико (прыгун с трамплина)
Масахико Харада (яп. 原田 雅彦 Харада Масахико, род. 9 мая 1968 года в Камикава, Япония) — известный японский прыгун с трамплина, олимпийский чемпион 1998 года в Нагано в командных соревнованиях, призёр Олимпийских игр, чемпион мира по прыжкам на лыжах на среднем (1993) и большом (1997) трамплинах.

## Карьера
Впервые Масахико Харада принял участие в Кубке мира 24 января 1987 года в японском Саппоро, где занял 15-е место. Участвовал в Олимпийских играх 1992 года в Альбервиле.
В 1993 году в Фалуне, Швеция неожиданно стал чемпионом мира по прыжкам на лыжах на нормальном трамплине.
На Олимпийских играх 1994 года в Лиллехаммере команда Японии претендовала на золотые медали. Хараде, как капитану нужно было прыгнуть на 105 метров, чтобы вместе с товарищами по команде стать олимпийскими чемпионами (тогда как в первой попытке он показал 122 метра). Однако японец не справился с давлением, показал дальность всего 97,5 метра и упал. Золотые медали завоевали немцы, а японцы стали вторыми.
2 декабря 1995 года Масахико Харада завоевал первый подиум на этапе Кубка мира. В норвежском Лиллехаммере, где он потерпел самую крупную неудачу в карьере, прыгуну покорилось третье место. Спустя шесть дней — 8 декабря 1995 японец одержал свою первую из девяти побед на этапе Кубка Мира — в австрийском Филлахе.
В 1997 году на чемпионате мира завоевал золотую медаль и титул чемпиона мира на большом трамплине, а также серебряную медаль с командой.
На домашних Олимпийских играх в Нагано отчасти повторились события четырехлетней давности. В первой попытке Масахико прыгнул всего на 79,5 метра и отбросил команду Японии с первого места на четвёртое. Только хорошие прыжки партнеров, в особенности Кадзуёси Фунаки позволили японцам стать олимпийскими чемпионами у себя на родине. На большом трамплине Харада завоевал бронзовую медаль, показав во втором прыжке дальность 136 метров, благодаря которой он поднялся с шестого на третье место в итоговом протоколе.
Чемпионат мира-1999 по лыжным видам спорта в австрийском Рамзау принес Масахико Хараде две медали: серебро в команде и бронзу в личном первенстве на среднем трамплине.
Принимал участие в Олимпийских играх 2002 года в Солт-Лейк-Сити, однако особых успехов не снискал. Последними соревнованиями в Кубке мира для японца стал этап в Титзее-Нойштаде 15 декабря 2002 года. После он участвовал в соревнованиях Континентального кубка, однако в состав основной сборной не попадал.
В 2006 году принял решение завершить профессиональную карьеру прыгуна с трамплина. 12 июля того же года Масахико Харада назначили членом оргкомитета чемпионата Мира 2007 года по лыжным видам спорта в Саппоро.

## Личная жизнь
Женат. Имеет двоих детей.